# 24 Hours (пісня Едді Бойда)
«24 Hours» (або «Twenty Four Hours», «24 Hours of Fear») — пісня американського блюзового музиканта Едді Бойда, випущена синглом в лютому 1953 року на лейблі Chess. У 1953 році пісня посіла 3-є місце в чарті R&B Singles журналу «Billboard».
Свої версії пісні записувала велика кількість виконавців, зокрема Мадді Вотерс, Віллі Діксон та ін.

## Версія Едді Бойда
Текст і музика були написані Едді Бойдом. У записі Бойду (вокал, фортепіано) акомпанували Роберт «Літтл Сакс» Краудер (тенор-саксофон), Роберт Локвуд-молодший (гітара), Віллі Діксон (бас) і Персі Вокер (ударні). Сесія звукозапису проходила 10 жовтня 1952 року в Чикаго (Іллінойс).
«24 Hours» була випущена у лютому 1953 року лейблом Chess Records на синглі (7" 45) з інструментальною композицією «The Tickler» на стороні «В». У березні 1953 року пісня посіла 3-є місце в чарті R&B Singles журналу «Billboard». Сингл став другим хітом для Бойда після виходу «Five Long Years» (1952), наступним хітом був «Third Degree», випущений у червні 1953 року. 
Протягом свої кар'єри Бойд декілька разів записував інші версії пісні, наприклад, під назвою «Twenty-Four Hours Of Fear» для альбому Five Long Years (1965), разом з Cuby + Blizzards для спільного альбому Praise the Blues (1967), під назвою «24 Hours Of Fear» для Brotherhood (1975) і Vacation from the Blues (1976).

## Інші версії
Пісню також записали Мадді Вотерс (під назвою «Twenty Four Hours») для синглу (Chess, 1963) і для альбому Fathers and Sons (1969), Чемпіон Джек Дюпрі для The Blues of Champion Jack Dupree (1965), Steamhammer для Reflection (1969), Джеймс Коттон (під назвою «23 Hours Too Long») для High Compression (1984), Венс Келлі для What Three Old Ladies Can Do (2000).